# Championnat de Grèce masculin de handball
Le Championnat de Grèce masculin de handball est le plus haut niveau des clubs masculins de handball en Grèce.

## Palmarès
| Année | Champion                  |
| ----- | ------------------------- |
| 1980  | Ionikós de Néa Filadélfia |
| 1981  | Ionikós de Néa Filadélfia |
| 1982  | Ionikós de Néa Filadélfia |
| 1983  | Ionikós de Néa Filadélfia |
| 1984  | Ionikós de Néa Filadélfia |
| 1985  | Ionikós de Néa Filadélfia |
| 1986  | AS Fílippos Véria         |
| 1987  | Ionikós de Néa Filadélfia |
| 1988  | AS Fílippos Véria         |
| 1989  | AS Fílippos Véria         |
| 1990  | AS Fílippos Véria         |
| 1991  | AS Fílippos Véria         |
| 1992  | Ionikós de Néa Filadélfia |
| 1993  | Ionikós de Néa Filadélfia |
| 1994  | AS Fílippos Véria         |
| 1995  | AS Fílippos Véria         |

| Année | Champion                  |
| ----- | ------------------------- |
| 1996  | ESN Vrilissia             |
| 1997  | GE Véria                  |
| 1998  | ASE Douka                 |
| 1999  | Ionikós de Néa Filadélfia |
| 2000  | Panellínios Athènes       |
| 2001  | ASE Douka                 |
| 2002  | Panellínios Athènes       |
| 2003  | AS Fílippos Véria         |
| 2004  | Panellínios Athènes       |
| 2005  | Athinaïkós                |
| 2006  | Panellínios Athènes       |
| 2007  | Panellínios Athènes       |
| 2008  | ASE Douka                 |
| 2009  | PAOK Salonique            |
| 2010  | PAOK Salonique            |
| 2011  | AEK Athènes               |

| Année | Champion            |
| ----- | ------------------- |
| 2012  | Diomidis Argos      |
| 2013  | AEK Athènes         |
| 2014  | Diomidis Argos      |
| 2015  | PAOK Salonique      |
| 2016  | AS Fílippos Véria   |
| 2017  | IEK Xini DIKEAS     |
| 2018  | Olympiakos Le Pirée |
| 2019  | Olympiakos Le Pirée |
| 2020  | AEK Athènes         |
| 2021  | AEK Athènes         |
| 2022  | Olympiakos Le Pirée |
| 2023  | AEK Athènes         |
| 2024  | Olympiakos Le Pirée |
| 2025  | Olympiakos Le Pirée |

## Bilan

### Bilan par club
| Rang | Club                      | Titres | Saisons                                                    |
| ---- | ------------------------- | ------ | ---------------------------------------------------------- |
| 1    | Ionikós de Néa Filadélfia | 10     | 1980, 1981, 1982, 1983, 1984, 1985, 1987, 1992, 1993, 1999 |
| 2    | AS Fílippos Véria         | 9      | 1986, 1988, 1989, 1990, 1991, 1994, 1995, 2003,2016        |
| 3    | Panellínios Athènes       | 5      | 2000, 2002, 2004, 2006, 2007                               |
| -    | AEK Athènes               | 5      | 2011, 2013, 2020, 2021, 2023                               |
| -    | Olympiakos Le Pirée       | 5      | 2018, 2019, 2022, 2024, 2025                               |
| 6    | ASE Douka                 | 3      | 1998, 2001, 2008                                           |
| -    | PAOK Salonique            | 3      | 2009, 2010, 2015                                           |
| 8    | Diomidis Argos            | 2      | 2012, 2014                                                 |
| 9    | ESN Vrilissia             | 1      | 1996                                                       |
| -    | GE Véria                  | 1      | 1997                                                       |
| -    | Athinaïkós                | 1      | 2005                                                       |
| -    | IEK Xini - DIKEAS         | 1      | 2017                                                       |

### Bilan par ville
Douze clubs de cinq villes ont remporté le championnat :
| Ville         | Titres | Clubs |
| ------------- | ------ | --- |
| Athènes       | 26     | Ionikós de Néa Filadélfia (10), AEK Athènes (5), Panellínios Athènes (5), ASE Douka (3), ESN Vrilissia (1), Athinaïkós (1), IEK Xini - DIKEAS (1) |
| Véria         | 10     | AS Fílippos Véria (9), GE Véria (1) |
| Le Pirée      | 5      | Olympiakos Le Pirée (5) |
| Thessalonique | 3      | PAOK Salonique (3) |
| Argos         | 2      | Diomidis Argos (2) |

## Parcours en coupes d'Europe
Championnat mineur, la Grèce a peu l'occasion de briller sur la scène européenne. On peut toutefois noter les performances suivantes :
- Coupe des vainqueurs de coupe (C2) : 
  - AS Fílippos Véria : demi-finaliste en 1993
- Coupe Challenge/Coupe européenne (C4)
  - Diomidis Argos : Vainqueur en 2012
  - AEK Athènes : 
    - Vainqueur en 2021
    - finaliste en 2018
    - demi-finaliste en 2019

  - AS Fílippos Véria : finaliste en 2003
  - Olympiakos Le Pirée :
    - finaliste en 2024
    - demi-finaliste en 2025